# Новоивановский сельсовет (Свободненский район)
Новоива́новский сельсове́т — сельское поселение в Свободненском районе Амурской области.
Административный центр — село Новоивановка.

## История
2 августа 2005 года в соответствии Законом Амурской области № 31-ОЗ муниципальное образование наделено статусом сельского поселения. 25 июня 2012 года в соответствии Законом Амурской области № 62-ОЗ Рогачёвский сельсовет вошёл в состав Новоивановского сельсовета.

## Население
| 2002 | 2010 | 2011 | 2012 | 2013 | 2014 | 2015 |
| ---- | ---- | ---- | ---- | ---- | ---- | ---- |
| 568  | ↘546 | →546 | ↗574 | ↗947 | ↗950 | ↘919 |
| 2016 | 2017 | 2018 | 2021 |      |      |      |
| ↘891 | ↘873 | ↘848 | ↘741 |      |      |      |

## Состав сельского поселения
| № | Населённый пункт | Тип населённого пункта       | Население |
| - | ---------------- | ---------------------------- | --------- |
| 1 | Новоивановка     | село, административный центр | ↘516      |
| 2 | Рогачёвка        | село                         | ↘332      |